# Epidendrum althausenii
Epidendrum althausenii är en orkidéart som beskrevs av Alex Drum Hawkes. Epidendrum althausenii ingår i släktet Epidendrum och familjen orkidéer. Inga underarter finns listade i Catalogue of Life.